# Villa de Zaachila
Villa de Zaachila là một đô thị thuộc bang Oaxaca, México. Năm 2005, dân số của đô thị này là 28003 người.